# 法の下の平等
法の下の平等（ほうのもとのびょうどう、英語: equality under the law）とは、国民1人1人が国家との法的権利・義務の関係において等しく扱われなければならないという観念。平等則（びょうどうそく）または平等原則（びょうどうげんそく）と呼ばれることもある。近代憲法では「平等」は基本的な原則であり、多くの国でこのような規定が見られる。ただし、平等原則の規定・用語については国や時代により微妙に差異があり、法の前の平等（フランス語: égalité devant la loi、英語: equality before the law）として規定されている場合もある。

## 概説
平等思想そのものの淵源は、古くは、古代ギリシャ思想あるいは中世キリスト教の教説（神の前の平等）にまで遡る。
しかし、平等原則が国家と人間の在り方として捉えられるようになったのは近代以後である。自然法の観念と結びついて確立された「平等」の観念は、人々を旧来の封建的な身分制秩序から解放し、自律的な市民を創りだす必須の条件であった。「平等」の観念は「自由」の観念と不可分なものとして近代市民革命の旗印となった。1776年のアメリカ独立宣言は「われわれは、すべての人々が平等に造られ、造物主によって一定の奪いがたい天賦の権利を付与され……ていることを、自明の真理として信ずる」としている。また、1789年のフランス人権宣言も「人は、自由かつ権利において平等なものとして出生し、かつ生存する」とし法の下の平等の保障について述べている。
1945年国連総会決議で採択された世界人権宣言の法的保障と違反に対する法的救済を目的に欧州評議会により採択された人権と基本的自由の保護のための条約や国連総会による市民的及び政治的権利に関する国際規約第26条は『法の下の平等』を明記し、第2条で如何なる差別なしに規約の保障する自由権の享受の保障を明記し、同時に採択された経済的、社会的及び文化的権利に関する国際規約の弟2条も同規約の定める社会権を差別なく享受することを保障している。

## 平等の観念

### 絶対的平等と相対的平等
平等の観念には、個々の条件にかかわらず機械的に均等に扱う絶対的平等と、同一条件のもとにおいて均等に扱う相対的平等がある。
法律上の均一取扱いの要請が人間平等の理念に基づくものであるとすれば、いかなる例外も存在すべきではないという立場も観念的には成り立つが、各人はその事実状態において千差万別である。しかし、各人の事実上の差異を一切捨象して法律上均一に取り扱うことは、場合によっては、かえって不合理な結果をもたらすこともありうる。そのような場合には事実上差異を考慮に入れた取り扱いを定めることが必要となるため、平等原則における平等は相対的平等の意と解されている。

### 形式的平等と実質的平等
形式的平等（機会平等主義）とは、すべての国民に対して経済活動等の行為の機会を平等に与えようとする機会の平等を意味する。一方、実質的平等（結果平等主義）とは、すべての国民の経済活動等の行為の結果を平等にしていこうとする結果の平等を意味する。
憲法原理における平等原則は、すべての人の人格的価値は平等であるという理念を前提にしつつ、そもそもは国家による法律上の不均一な取扱いを禁ずるもので、それ以上に進んで実際上存在する社会的・経済的不平等の是正の要求まで含むものではなかった。そこでは国家の最大の任務は各人の自由な活動の保障にあり、それによる結果の不平等は各人の能力や働きによるものとして、各人の責任に帰せしめるべきという形式的平等観に立っていた。
ところが、機会の平等の保障を主眼とする形式的平等観のもとで生み出された結果の不平等が、無視しえない政治的問題や社会的問題にまで及ぶと、結果の不平等を各人の自己責任に帰せしめる不合理性が次第に認識されるようになり、実際上存在する社会的・経済的不平等の是正への取り組みが国家に対して求められるようになった。そこで憲法の平等の観念も、国家による不平等取扱いの禁止という消極的な内容のものから国家による平等の実現という積極的な内容をもつものへと変化した。
ただし、「自由」の理念との関係において結果の不平等を完全に解消することは両立し得ないとも考えられ両者の関係が問題となる。「自由」の理念は「個性と能力に応じた人格の展開を内実とし、努力に対する正当な評価を求めるもの」とされるからである。したがって、実質的平等といっても徹底した結果の平等ではなく、形骸化した機会の平等を実質的に確保するための基盤形成という意味にとどまるものと解されている。

## 日本

### 大日本帝国憲法（明治憲法）
大日本帝国憲法（明治憲法）は平等原則について公務就任権についてのみ規定を置いており、公務就任能力以外の事項には原則として平等は及ばず、憲法上の機会の平等は限定されたものであった。
大日本帝国憲法が模範とした、1850年プロイセン憲法では「プロイセン人は、法律の前に平等である。階級の特権は、これを認めない。法律に定める条件を備えた有資格者は、均しく公務に就くことができる」と定めていたが、明治憲法は公務就任能力の規定だけを置くにとどめている。明治憲法下では男女間の不平等も「均ク」の原理に反するとは考えられておらず、女性は民法、刑法、国籍法など広汎な領域において著しく不利な状態に置かれていた。

### 日本国憲法
日本国憲法においては第14条に規定がある。
このほか、公務員の選挙における平等が第15条第3項及び第44条但書、家族生活における両性の平等が第24条、教育の機会均等が第26条に定められている。

#### 憲法第14条の法的性格
憲法第14条第1項については国政の指針を定める客観的法原則（平等原則）を定めると同時に平等に取り扱われる権利ないし差別されない権利という個人的・主観的権利（平等権）をも保障している（通説）。
憲法第14条の定める平等は相対的平等を意味する（通説）。先述のように、各人の事実上の差異を一切捨象して法律上均一に取り扱うことは、場合によっては、かえって不合理な結果をもたらすこともありうるからである。このように解する場合、憲法上許容される異なった取扱いと憲法上許容されない不平等な取扱いをどのような標準で区別するかという問題がある（違憲審査基準の問題）。
また、憲法第14条の定める平等原則は、あくまでも国家による不平等取扱いの禁止・法律上の均一取扱いの要求という形式的平等を内容とする（通説）。実質的平等の実現の役割は社会権条項が担う問題であって、そのための法律上の不均一な取扱いは憲法第14条に違反しないという限度において、憲法第14条は実質的平等の観念を反映するものと解されている。ただし、現実に存在する不平等を解消するためには形式的平等を謳うのみでは不十分で実質的平等の観点についても憲法第14条第1項で考慮すべきとする有力な見解もある。

#### 平等原則と適用領域
憲法第14条第1項の「法の下」という文言をめぐっては、かつて立法者非拘束説と立法者拘束説による議論があった。
- 立法者非拘束説（法適用平等説）
「法の下」という文言は、法適用の平等のみを意味し、立法者を拘束しないとする説。
ドイツのヴァイマル憲法下の法理論で、平等原則による拘束は行政と司法にのみ及び立法者には及ばないとする学説を受けたものである[14]。
ただし、日本の立法者非拘束説は、憲法第14条第1項の立法者拘束性を全く否定するものではなく、前段の一般的平等原則は法適用の平等を意味し、後段の人種・信条等による差別の禁止は立法者をも拘束すると解する[14]。そして、後段の規定について限定列挙であるとして特に重要な意義を認め、後段列挙事由に基づく別異取扱いは絶対的に禁止されるとする[15]。
- 立法者拘束説（法内容平等説）
「法の下」という文言は、法内容も平等であることを意味し、立法者を拘束するとする説。

立法者非拘束説（法適用平等説）に対しては内容が不平等であれば平等に適用しても適正な結果は得られないという批判がある。ヴァイマル憲法下でも旧説（立法者非拘束説）への批判から立法者をも拘束するという新説が唱えられ、次第に有力となり、平等原則の立法者拘束性を肯定する学説がドイツでの通説となるに至っている。
日本の立法者非拘束説（法適用平等説）は平等原則自体は限定されるかわりに、平等を絶対的平等として一義的に捉えようとするものである。しかし、後段列挙事由以外の事由に基づく不平等取扱いを定める立法について憲法第14条違反の問題を生じないとすることになり必ずしも妥当でないと解されている。このようなことから立法者非拘束説をとる学説はほぼ見られず立法者拘束説（法内容平等説）が通説となっている。判例も憲法第14条第1項の規定が立法者を拘束することを当然の前提として判断している。

#### 憲法14条1項の後段列挙事由の意義
憲法第14条第1項後段は「人種、信条、性別、社会的身分又は門地により、政治的、経済的又は社会的関係において、差別されない。」を後段と定める。その意味については次のような説がある。
- 立法者非拘束説
先述のように、日本の立法者非拘束説は、憲法第14条第1項の立法者拘束性を全く否定するものではなく、前段の一般的平等原則は法適用の平等を意味しており立法者を拘束しないが、後段の人種・信条等による差別の禁止は立法者をも拘束すると解する[14]。立法者非拘束説からは後段の規定について限定列挙であるとして特に重要な意義を認め、後段列挙事由に基づく別異取扱いは絶対的に禁止されるとする[15]。
- 立法者拘束説
  - A説（初期の判例）
憲法第14条後段は前段の「法の下の平等」を再言して具体的に指示したもので前段と後段は同一内容の規定であるとする説（最大判昭和23・5・26刑集2巻5号517頁）。
  - B説（判例）
憲法第14条後段は単なる例示であるとする説（最大判昭和48・4・4刑集27巻3号265頁）。
  - C説
憲法第14条後段は原則として差別が禁止されるものを例示したもので、特に後段列挙事由については合理的とする強い正当化事由が存しない限り禁止されるとする説[17]。この説をさらに進め、後段列挙事由による区別については不合理性が推定され、合憲を主張する側が挙証責任を負うとする学説もある[18]。

#### 憲法14条1項後段列挙事由の具体的内容
- 人種

人類学上の種別を意味する。
- 信条

広く個人の世界観を意味する。
- 性別

男女の別を意味する。男女差別も参照。
- 社会的身分

広く人が社会において一時的ではなく占めている地位を意味する（反対説あり）。
- 門地

家柄などを意味する。

#### 憲法第14条に関する主な判例
- 尊属殺重罰規定違憲判決
刑法200条の尊属殺人の法定刑が重きに過ぎるとした事件。

- 議員定数不均衡訴訟
国政選挙の選挙区における実質的な投票価値の格差が問題になる。

- 非嫡出子法定相続分違憲判決
非嫡出子の法定相続分を嫡出子の2分の1とする民法900条4号但書の規定が、遅くとも平成13年7月当時において、憲法第14条第1項に違反していたとした判例（最大判平成25・9・4民集第67巻6号1320頁）[19]。これを受けて民法第900条4号但書前段は削除された（平成25年12月11日法律第94号）。

- 国籍法規定違憲判決
日本国民である父と日本国民でない母との間に出生した後に父から認知された子につき、準正があった場合に限り日本国籍の取得を認めている国籍法3条1項の規定が憲法第14条第1項に違反するとした判例（最大判平成20・6・4判時2002号3頁）。のちに国籍法は改正された（平成20年12月12日法律第88号）。